# Bagnolo Piemonte
Pour les articles homonymes, voir Bagnolo.
Bagnolo Piemonte (en occitan Banhuel) est une commune italienne de la province de Coni dans la région Piémont en Italie.

## Administration
| Période                                  | Période | Identité | Étiquette | Qualité |
| ---------------------------------------- | ------- | -------- | --------- | ------- |
|                                          |         |          |           |         |
| Les données manquantes sont à compléter. |         |          |           |         |

### Communes limitrophes
Barge, Bibiana, Cavour, Crissolo, Luserna San Giovanni, Ostana, Rorà, Villar Pellice